# Saalendorf

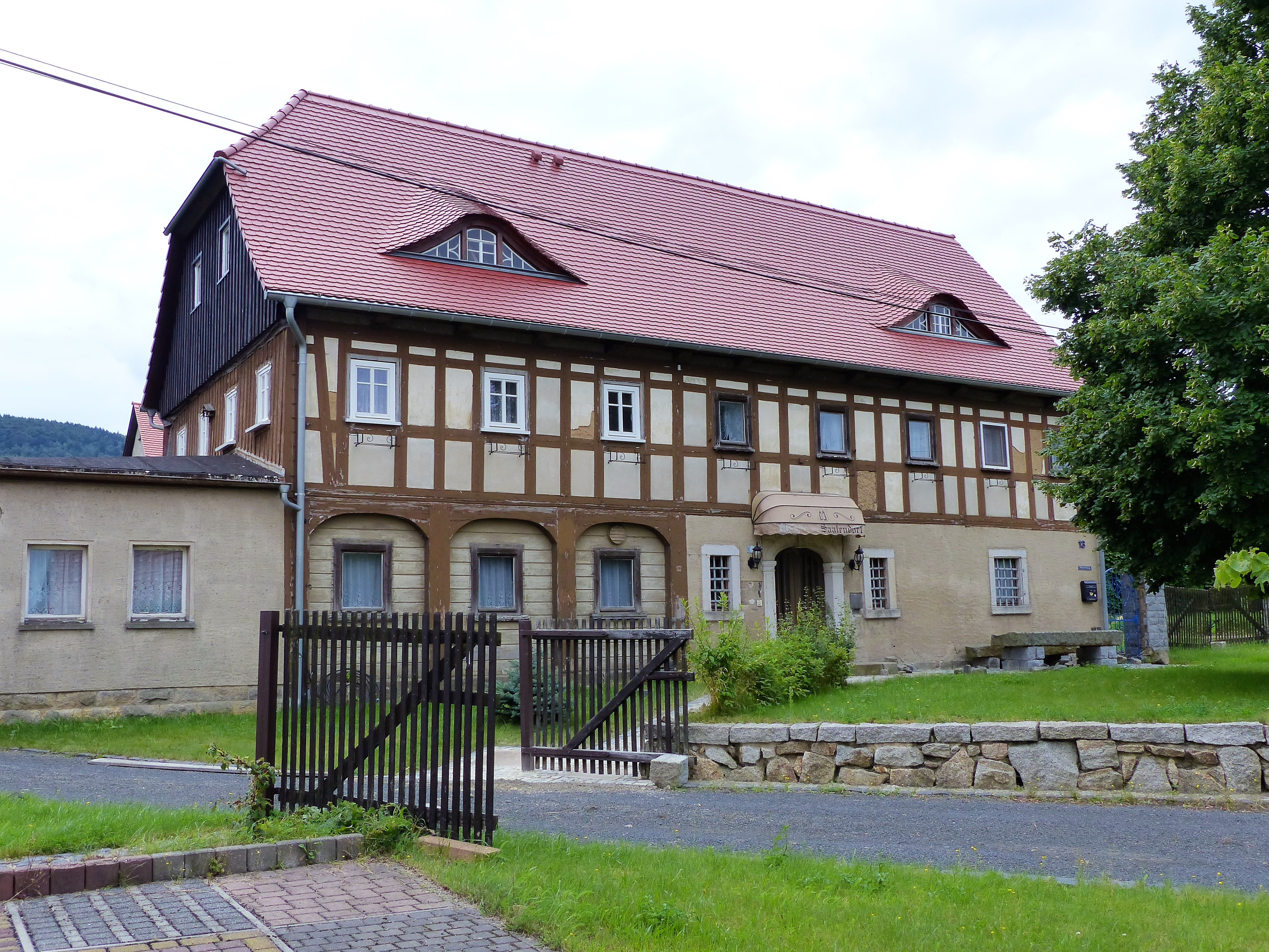
Ehemaliger Gasthof

Saalendorf ist ein Gemeindeteil von Großschönau im Landkreis Görlitz.

## Geografie

### Lage
Saalendorf liegt im südlichen Teil des Landkreises am Fuße des Zittauer Gebirges im Großschönauer Becken- und Kuppenland in der Östlichen Oberlausitz. Das Dorf liegt zwischen zwei Waldgebieten – im Süden der Zittauer Stadtwald und im Norden die Niedere Folge. Saalendorf wird vom Fabiangraben, Saalborn und Badzufluss durchflossen. Östlich befindet sich das Tal des Pochebaches. Südlich erheben sich der Buchberg (652 m ü.NN) und der Sonnenberg (627 m ü.NN), im Südwesten der Hofeberg (469 m ü.NN), der Butterberg (507 m ü.NN) und die Lausche (793 m ü.NN), im Nordosten der Breiteberg (510 m ü.NN). Nördlich liegen das Waldstrandbad Großschönau, der Trixi-Ferienpark und der Goldfabianteich; nordöstlich die Pocheteiche.
Durch Saalendorf verläuft die Staatsstraße 136 von Waltersdorf nach Bertsdorf.

### Nachbarorte
| Neuschönau     | Großschönau                                 | Breiteberghäuser, Bertsdorf |
| Waltersdorf    | Kompassrose, die auf Nachbargemeinden zeigt | Jägerwäldchen, Hänischmühe  |
| Neuwaltersdorf | Nieder Lichtenwalde, Ober Lichtenwalde      | Jonsdorf                    |

## Geschichte
Saalendorf wurde 1557 durch den Zittauer Rat auf dem östlichen Teil der Waltersdorfer Flur angelegt. Die zehn Jahre nach dem Oberlausitzer Pönfall erfolgte Ortsgründung zählt zu den ersten von der Stadt Zittau geförderten Dorfausbauten. Der Ortsname wird vom althochdeutschen salaha (Salweide) abgeleitet. Die ersten Siedler waren sieben Söhne von Waltersdorfer Bauern und Gärtner, die für 150 bzw. 180 Zittauische Taler kleine Wiesengrundstücke erwarben. Im 17. und 18. Jahrhundert wurde Saalendorf noch um einige Häuslerstellen erweitert. Saalendorf blieb bis zur Mitte des 19. Jahrhunderts immer ein Zittauer Ratsdorf und war nach Waltersdorf eingepfarrt.
1827 stellte der Gartennahrungsbesitzer und Faktor Carl Gottlieb Kämmel in seinem Haus die ersten zwei Jacquardwebstühle im Königreich Sachsen auf; die aus Lyon stammenden Webstühle waren ein Geschenk des Königs Anton.
Das Zentrum des kleinen Ortes bildete der Gasthof Saalendorf; er wurde zu DDR-Zeiten als Betriebsferienheim genutzt und nach der Wende geschlossen.
Saalendorf war nie eigenständig. Das Dorf war bis 2003 ein Ortsteil von Waltersdorf und bis 2004 ein Ortsteil von Großschönau. Am 1. Januar 2004 wurde Saalendorf als Ortsteil gestrichen. Seitdem wird Saalendorf, wie auch Herrenwalde, durch den Ortschaftsrat von Waltersdorf in der Gemeinde vertreten.

### Ortsname
Urkundlich überliefert sind die Namensformen Salendorff (1732), Sahlendorf (1791) und Sahlendorf bzw. Salendorf (1823).

### Verwaltungszugehörigkeit
1777: Görlitzer Kreis, 1849: Landgerichtsbezirk Löbau, 1856: Gerichtsamt Zittau, 1875: Amtshauptmannschaft Zittau, 1952: Kreis Zittau, 1994: Landkreis Löbau-Zittau, 2008: Landkreis Görlitz

### Einwohnerentwicklung
| Jahr | Einwohner            |
| ---- | -------------------- |
| 1777 | 8 Gärtner, 7 Häusler |
| 1834 | 90                   |
| 1871 | 73                   |
| 1890 | 91                   |

## Ortsbild
Saalendorf wurde als Waldstreifendorf angelegt. Der Ort besteht zum Großteil aus Umgebindehäusern, darunter mehreren Dreiseithöfen. Ein Teil der Häuser wird als Ferienwohnungen angeboten. Auf dem Sell-Hof befindet sich ein Campingplatz.
- Kachelstein: der behauene Stein steht östlich von Saalendorf nahe der Flurgrenze mit Bertsdorf beim Jägerwäldchen. Er weist an einer Seite eine kachelähnliche Figur auf. Nach Moráwek soll er etwa 1554 auf der Grenze zwischen dem von Nostitzischen und Zittauer Besitz aufgestellt worden sein
- Schwedenkreuz: der schräg gegenüber dem Kachelstein gelegene Kreuzstein ist 1586 erstmals nachweislich.

## Söhne und Töchter des Ortes
- Heinrich Julius Kämmel (1813–1881), Lehrer und Politiker